# Droga wojewódzka 287
Die Droga wojewódzka 287 ist eine Woiwodschaftsstraße in der polnischen Woiwodschaft Lebus. Die Straße beginnt nördlich von Dychów (Deichow) in der Gemeinde Bobrowice (Bobersberg) und verläuft über Lubsko (Sommerfeld) nach Żary (Sorau), wo sie sich mit der Droga krajowa 12 trifft. In ihrem Verlauf kreuzt sich die Straße zudem mit der Droga wojewódzka 289 und der Droga wojewódzka 294. Die DW 287 hat eine Gesamtlänge von 50 Kilometern.